# 王毓培
王毓培（?—?），中华人民共和国政治人物、外交官。
1983年，接替王传斌，担任中华人民共和国驻尼日尔大使。1985年，由邢耿接任。